# Yunquera
Yunquera település Spanyolországban, Málaga tartományban. Yunquera Alozaina, Tolox, Ronda, El Burgo és Casarabonela községekkel határos. Lakosainak száma 2868 fő (2024).

## Népesség
A település népessége az elmúlt években az alábbi módon változott:
| Lakosok száma | 3259 | 3284 | 3271 | 3237 | 3139 | 3046 | 2926 | 2864 | 2841 | 2868 |
|               | 2001 | 2004 | 2007 | 2009 | 2012 | 2014 | 2017 | 2019 | 2022 | 2024 |